# NCT信託銀行
NCT信託銀行株式会社（エヌシーティーしんたくぎんこう、NCT Trust and Banking Corporation）は、かつて存在した東京都に本店を置く信託銀行。

## 概要
1993年に、日興證券の子会社として設立。2001年に、日興コーディアルグループとシティグループの合弁会社となったため、日興シティホールディングスが50％、シティグループ･インターナショナル･エル･エル･シーが50%の株式を保有している。投資信託受託業務や投資事務受任業務等を行っている。
日興とシティの合併に伴い、株式移管を行い、日興シティHDの100%傘下になる予定であった。しかし、サブプライムローン問題に起因する米シティグループ本体の業績悪化により、2008年12月17日に、日興シティホールディングスは、全株式を250億円で三菱UFJ信託銀行に売却することを決定した。当初は、2009年4月1日に売却・子会社化の予定だったが、日興シティ信託銀行がSFCGから買い取った債権が二重譲渡されていたことから、影響を見定めるために延期された。その後、日興シティの証券事業が、三井住友フィナンシャルグループに買収されるなど、環境が大きく変更になったことから、2009年5月14日に、三菱UFJ信託銀行への株式譲渡は白紙撤回された。そのため、新たな買収先を探した結果、2009年7月1日に、野村信託銀行が190億円で買収することで基本合意。10月に、全株式の譲渡により同行の子会社となった。

## 沿革
- 1993年8月23日 - 日興信託銀行株式会社として設立。
- 2001年
  - 8月31日 - シティグループとの資本提携に伴い、株式の50%をシティグループへ譲渡し、合弁会社となる。
  - 12月3日 - シティトラスト信託銀行の資産管理部門の営業譲渡を受ける。同時に、日興シティ信託銀行株式会社に社名変更。
- 2008年12月17日 - 日興シティホールディングスが、三菱UFJ信託銀行に日興シティ信託銀行の全株式を譲渡することで合意。
- 2009年
  - 5月14日 - 三菱UFJ信託銀行への株式譲渡を白紙化。
  - 7月1日 - 日興シティホールディングスが、野村信託銀行に日興シティ信託銀行の全株式を譲渡することで合意。
- 2010年
  - 3月1日 - NCT信託銀行株式会社に社名変更[5]。
  - 7月20日 - 野村信託銀行と合併し解散[6]。